# Heidi Zacher
Heidi Zacher (ur. 17 marca 1988 w Bad Tölz) – niemiecka narciarka dowolna specjalizująca się w Skicrossie. W 2010 roku wystartowała na igrzyskach olimpijskich w Vancouver, gdzie zajęła dwudzieste miejsce. Na rozgrywanych cztery lata później igrzyskach w Soczi była osiemnasta. Zajęła też między innymi czwarte miejsce podczas mistrzostw świata w Sierra Nevada w 2017 roku. Najlepsze wyniki w Pucharze Świata, osiągnęła w sezonie 2010/2011, kiedy to zajęła 6. miejsce w klasyfikacji generalnej, a w klasyfikacji skicrossu była 2. Pierwsze zwycięstwo w zawodach pucharowych wywalczyła 7 stycznia 2011 roku.

## Osiągnięcia

### Igrzyska olimpijskie
| Miejsce | Dzień     | Rok  | Miejscowość | Konkurencja | Zwycięzca         |
| ------- | --------- | ---- | ----------- | ----------- | ----------------- |
| 20.     | 23 lutego | 2010 | Vancouver   | Skicross    | Ashleigh McIvor   |
| 18.     | 21 lutego | 2014 | Soczi       | Skicross    | Marielle Thompson |

### Mistrzostwa świata
| Miejsce | Dzień       | Rok  | Miejscowość   | Konkurencja | Zwycięzca         |
| ------- | ----------- | ---- | ------------- | ----------- | ----------------- |
| 16.     | 2 marca     | 2009 | Inawashiro    | Skicross    | Ashleigh McIvor   |
| 7.      | 4 lutego    | 2011 | Deer Valley   | Skicross    | Kelsey Serwa      |
| 12.     | 10 marca    | 2013 | Voss          | Skicross    | Fanny Smith       |
| 5.      | 25 stycznia | 2015 | Kreischberg   | Skicross    | Andrea Limbacher  |
| 4.      | 18 marca    | 2017 | Sierra Nevada | Skicross    | Sandra Näslund    |
| 17.     | 2 lutego    | 2019 | Solitude      | Skicross    | Marielle Thompson |

### Puchar Świata

#### Miejsca w klasyfikacji generalnej
- sezon 2008/2009: 78.
- sezon 2009/2010: 82.
- sezon 2010/2011: 6.
- sezon 2011/2012: 73.
- sezon 2012/2013: 81.
- sezon 2013/2014: 43.
- sezon 2014/2015: 93.
- sezon 2015/2016: 17.
- sezon 2016/2017: 13.
- sezon 2017/2018: 11.
- sezon 2018/2019: 33.

#### Zwycięstwa w zawodach
1. St. Johann in Tirol – 7 stycznia 2011 (skicross)
2. Innichen – 21 grudnia 2016 (skicross)
3. Innichen – 22 grudnia 2016 (skicross)
4. Feldberg – 4 lutego 2017 (skicross)
5. Innichen – 21 grudnia 2017 (skicross)
6. Idre – 19 stycznia 2019 (skicross)

#### Pozostałe miejsca na podium w zawodach
1. Innichen – 19 grudnia 2010 (skicross) – 3. miejsce
2. Grasgehren – 29 stycznia 2011 (skicross) – 2. miejsce
3. Grindelwald – 3 marca 2011 (skicross) – 3. miejsce
4. Innichen – 22 grudnia 2013 (skicross) – 3. miejsce
5. Watles – 17 stycznia 2016 (skicross) – 3. miejsce
6. Montafon – 17 grudnia 2016 (skicross) – 3. miejsce
7. Watles – 14 stycznia 2017 (skicross) – 3. miejsce
8. Val Thorens – 7 grudnia 2017 (skicross) – 2. miejsce
9. Arosa – 12 grudnia 2017 (skicross) – 2. miejsce
10. Montafon – 15 grudnia 2017 (skicross) – 2. miejsce
11. Idre – 14 stycznia 2018 (skicross) – 3. miejsce